# Daniela Alfinito
Daniela Alfinito (née Daniela Ulrich en 1971 à Villingen) est une chanteuse allemande.

## Biographie
Après sa scolarité, elle fait une formation d'aide-soignante. Après une première participation à l'âge de sept ans, elle commence une carrière musicale en 2000 auprès de son père Bernd Ulrich et son oncle Karl-Heinz Ulrich, les membres du duo Die Amigos. En 2003, elle est une choriste régulière et publie la même année son premier album solo.
Elle se fait connaître au moment de son deuxième album, Bahnhof der Sehnsucht. En 2015, Ein bisschen sterben, son cinquième album, est cinquième des ventes en Allemagne et sixième en Autriche. En 2016, la compilation de ses chansons est aussi classée.

## Discographie
- 2003 : Ich vermiss Dich nicht…
- 2008 : Bahnhof der Sehnsucht
- 2010 : Wahnsinn
- 2012 : Komm und tanz mit mir
- 2015 : Ein bisschen sterben
- 2016 : Das Beste
- 2017 : Sag mir wo du bist
- 2018 : Schlager zum Verlieben
- 2019 : Du warst jede Träne wert
- 2019 : Juwelen & Glanzstücke
- 2020 : Liebes-Tattoo
- 2020 : Die große Jubiläums-Edition
- 2021 : Splitter aus Glück

## Source de la traduction
- (de) Cet article est partiellement ou en totalité issu de l’article de Wikipédia en allemand intitulé « Daniela Alfinito » (voir la liste des auteurs).